# Brandenstein (Adelsgeschlecht)

Wappen derer von Brandenstein

Brandenstein ist der Name eines alten thüringischen Adelsgeschlechts, dessen Stammsitz die Burg Brandenstein bei Ranis war. Das Geschlecht hat die drei Stämme Oppurg-Ranis, Wernburg-Zöschen und Neudeck, deren Zusammenhang bisher nicht geklärt ist.

## Geschichte
Einst in Thüringen, im Orlagau und im Vogtland verbreitet, gehörten die Brandenstein im 13. Jh. zu den Schwarzburger, orlamündischen und lobdeburgischen Vasallen. Das Geschlecht erscheint erstmals urkundlich 1282 mit dem Ritter Albrecht von Brandenstein auf der Burg Brandenstein bei Ranis.
Seit dem 14. Jahrhundert bis 1945 saß die Familie auf der Niedenburg in Neidenberga und ebenfalls seit dem 14. Jahrhundert auf der Oppurg und der Wernburg (1360 bis 1704). 1450 saßen die Gebrüder Hans, Eberhard, Heinrich und Georg auf Rolitz. 1463 erhielten sie die Burg Ranis vom Thüringer Landgrafen Herzog Wilhelm III. von Sachsen.
Die Herren von Brandenstein waren thüringische Adelige, die sich den Wettinern unterordneten. Dies belegt der 1549 am Reichskammergericht eröffnete Prozess gegen Caspar und Asse von Brandenstein auf Burg Ranis und den Kurfürsten Moritz von Sachsen sowie die Brüder Johann Friedrich den Mittleren und Johann Wilhelm, Herzöge von Sachsen. Während der kaiserliche Fiskal der Auffassung war, dass die Brandensteiner als reichsunmittelbare Herren galten und demnach dem Reich und dem Kammergericht gegenüber zur Steuerzahlung verpflichtet seien, wiesen die Herren von Brandenstein ihre Vasallität zu den Wettinern nach, die berechtigt waren, ihnen gegenüber finanzielle Forderungen zu stellen. Gegenüber Kaiser und Reich lehnten die Brandensteiner jedoch die Zahlung von Steuern ab.
1521 errichteten sie das Schloss Neudeck. 1567 verkauften sie ihren Stammsitz Brandenstein und 1571 den größten Teil ihrer Herrschaft Ranis an Melchior von Breitenbauch.
Ab 1602 war das Rittergut Knau für ein Jahrhundert im Familienbesitz. Im 18. Jahrhundert erwarb die Familie das oberfränkische Gut Wüstenstein und erbaute dort ein neues Schloss. Von 1797 bis 1840 gehörte das Rittergut Goseck der Familie und noch bis 1945 der alte Familiensitz Neidenberga. Kurzzeitig zu Beginn des 19. Jahrhunderts verfügten sie auch über das Gut Eulenfeld bei Eilenburg.
Mit Niendorf (Bad Kleinen) im Amt Wismar gelang dem mecklenburgischen Zweig der Familie der Erwerb eines neuen Allodialbesitzes. Diese Begüterung konnte die Familie über viele Generationen bewahren. Die Stiftung des dortigen Familienfideikommiss geht auf den Generalmajor Joachim von Brandenstein-Hohenluckow zurück. Die Erben auf Niendorf sind Offiziere in dänischen und bayrischen Diensten. Der Hofmarschall und Kammerherr Otto Hans Friedrich von Brandenstein, seit 1872 auf Niendorf, trat dagegen wieder in die Dienste von Mecklenburg-Schwerin und wurde Rechtsritter des Johanniterordens. Werner Freiherr von Brandenstein-Niendorf führte den Besitz in Teilhaberschaft, ebenso seine Nachfahren. Niendorf verfügte über eine Größe von 244 ha und wurde als reiner landwirtschaftlicher Betrieb intensiv genutzt.
Es ist nicht belegt, ob die Burg Brandenstein im hessischen Schlüchtern-Elm ein früherer Stammsitz des heute noch bestehenden Geschlechtes ist, da nicht nachzuweisen ist, ob die dort 1278–1300 auftretenden Hermann und Konrad von Brandenstein mit den in Thüringen ansässigen Linien verwandt waren. Der württembergische Offizier Gustav von Brandenstein kaufte jedoch 1895 diese Burg, die heute im Besitz seines Urenkels Constantin von Brandenstein-Zeppelin ist.

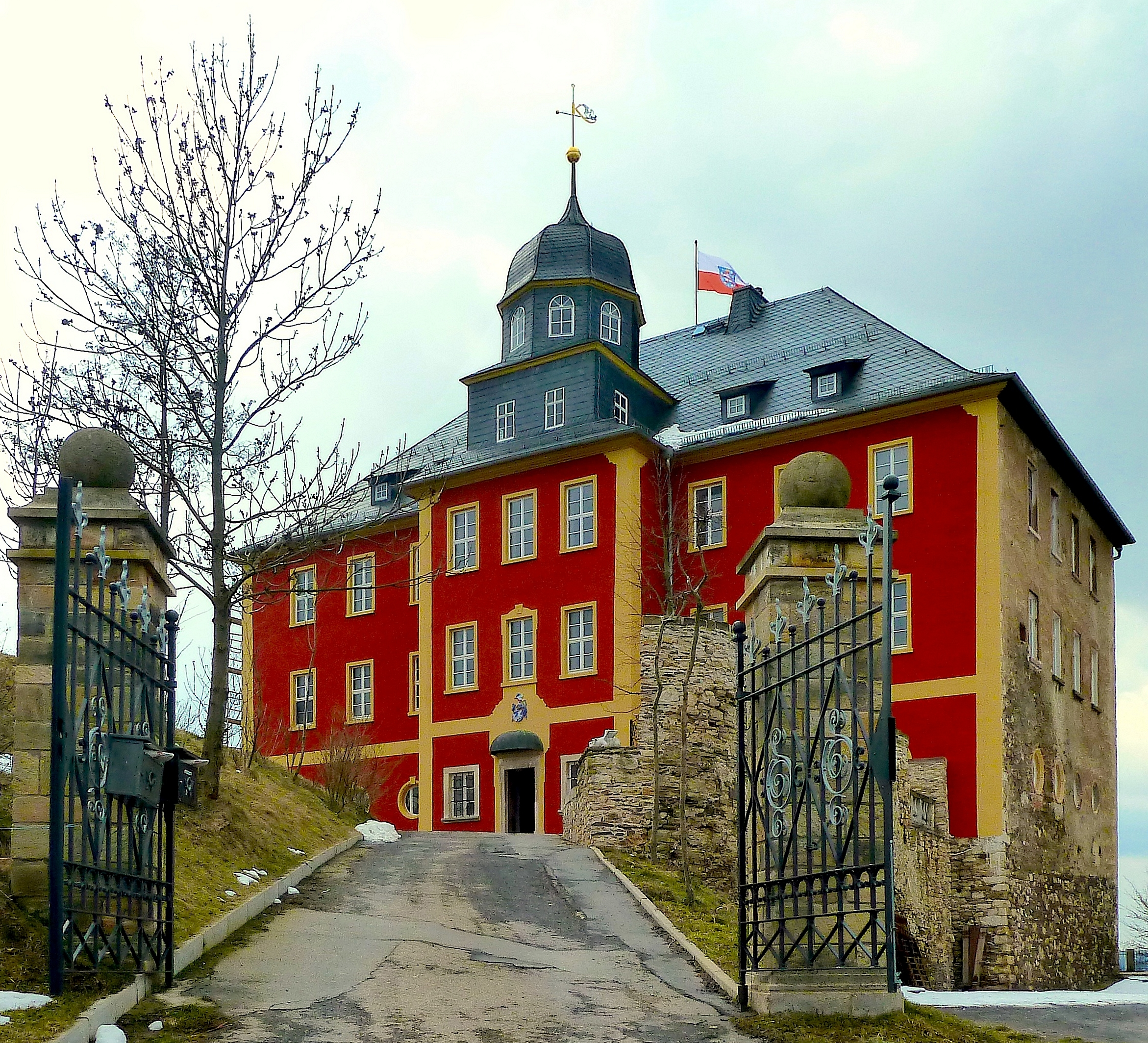
Schloss Brandenstein, Thüringen
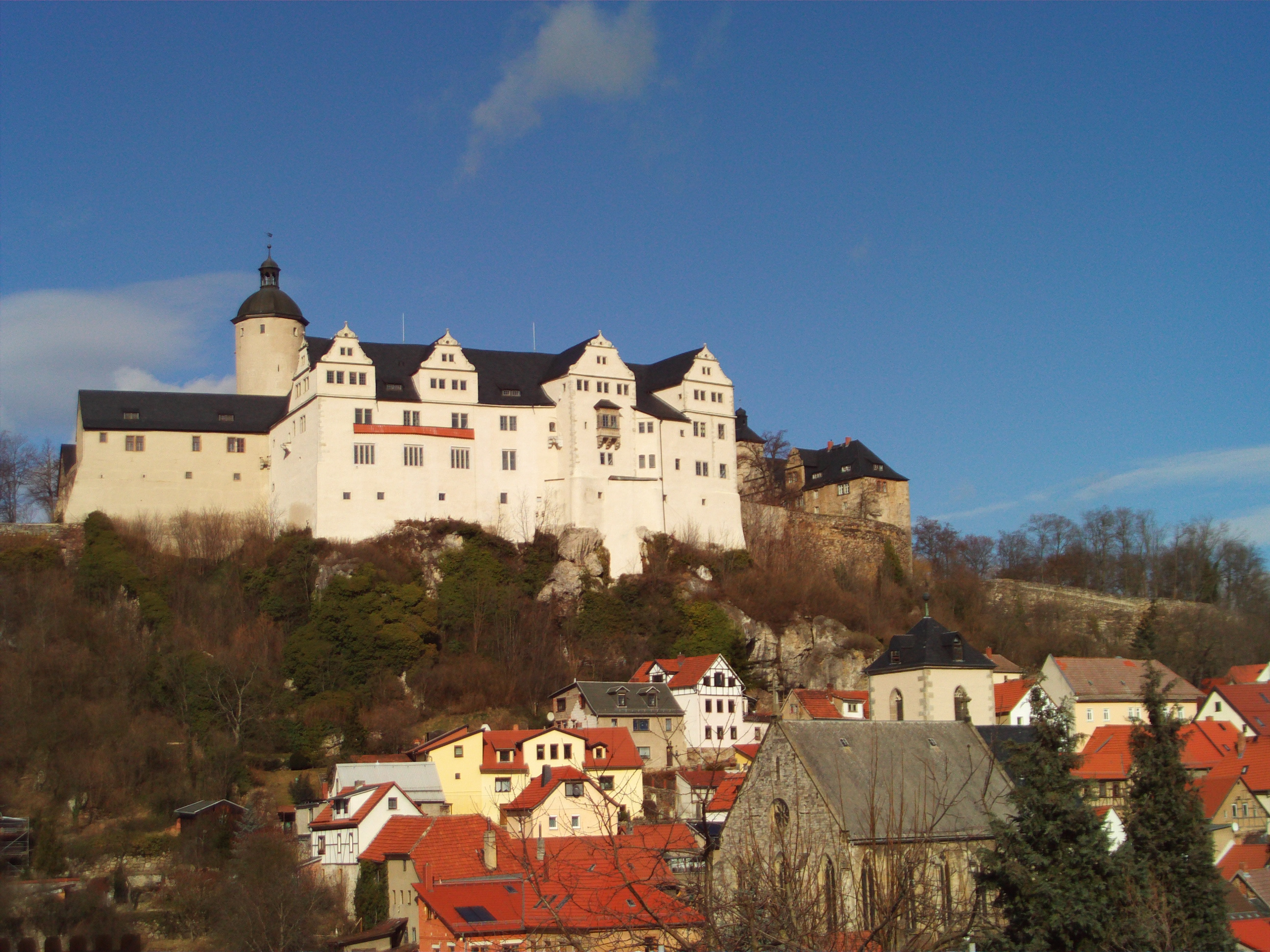
Burg Ranis, Thüringen
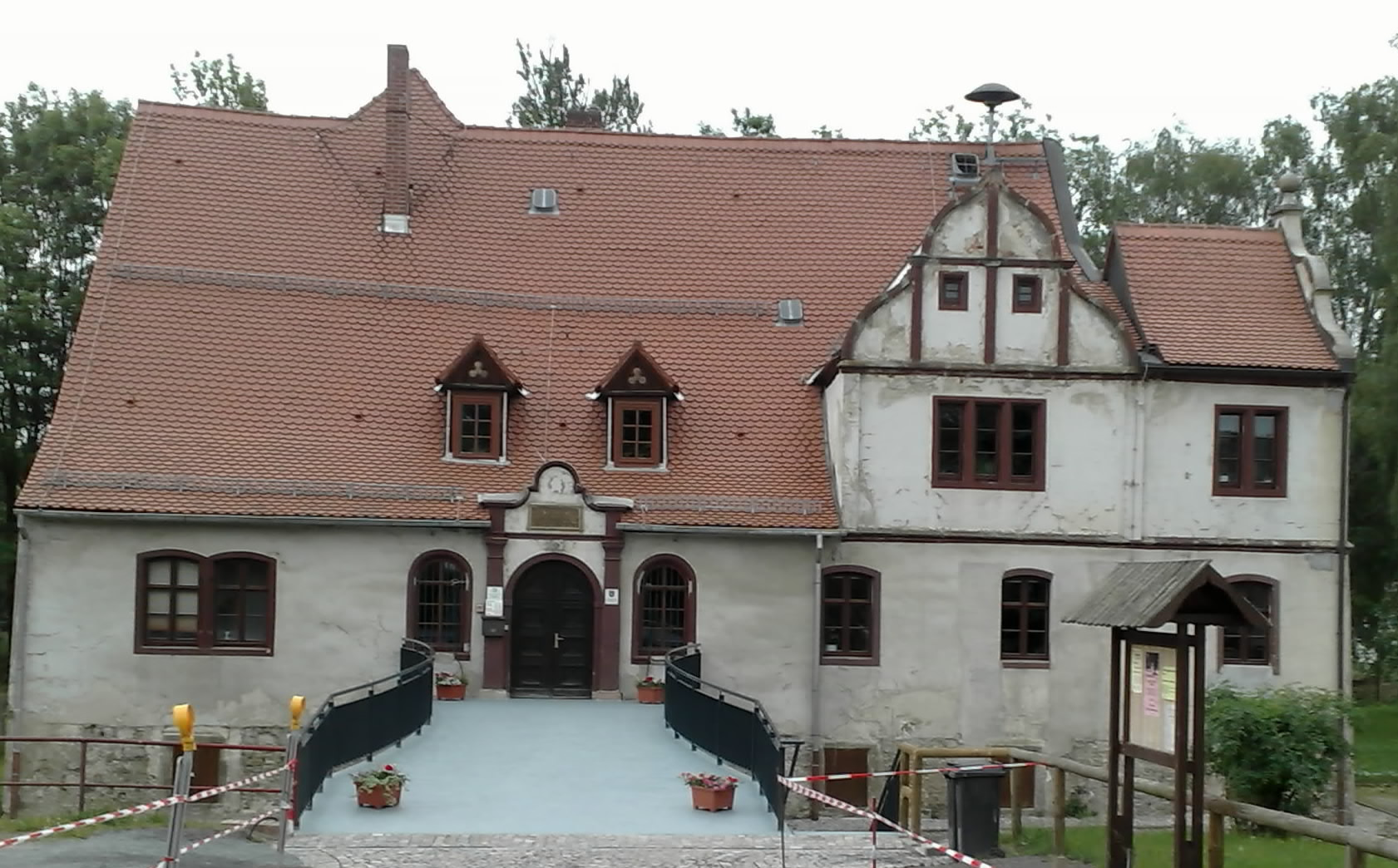
Der „Türkenhof“ in Oppurg, Thüringen
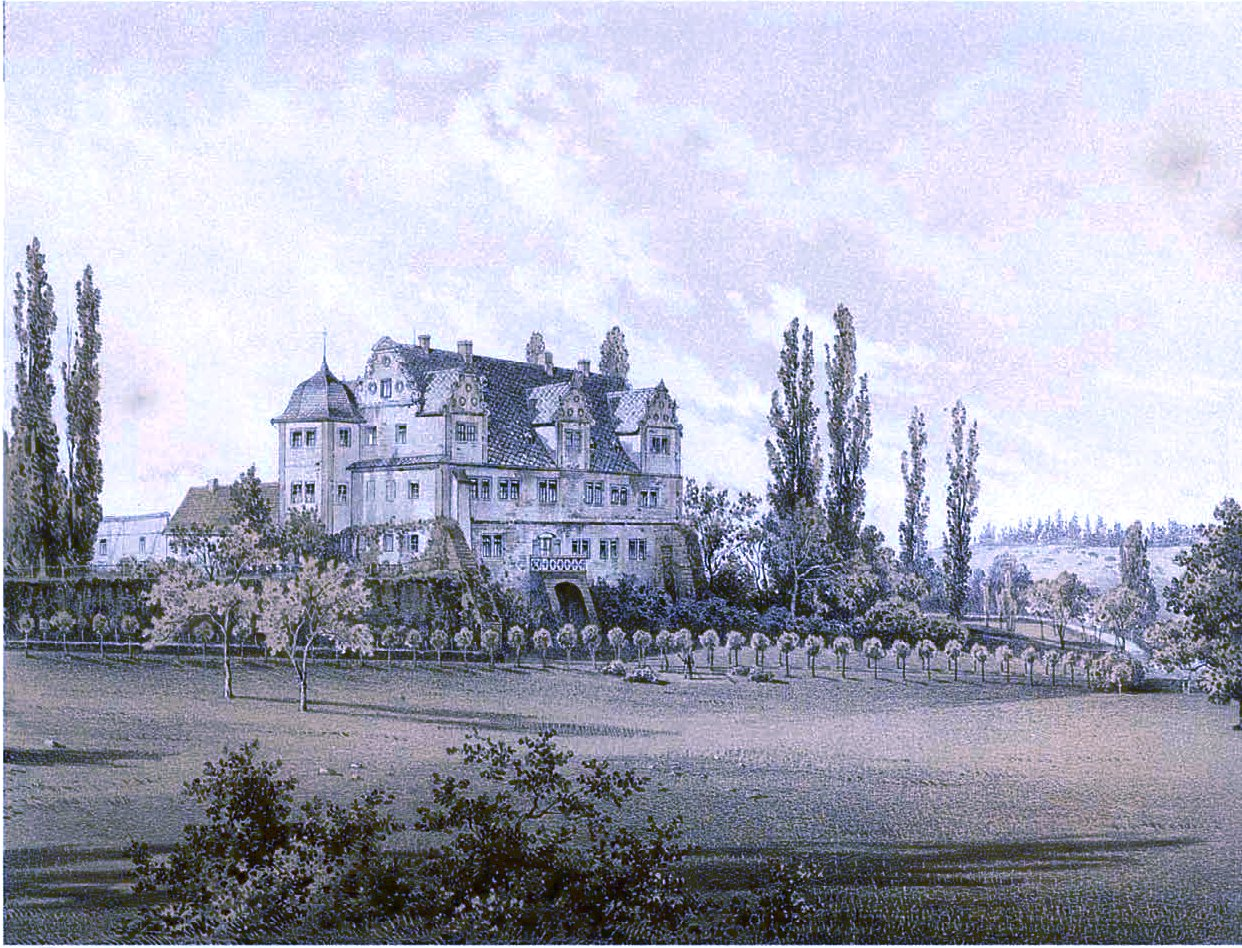
Schloss Wernburg, Thüringen (um 1860)
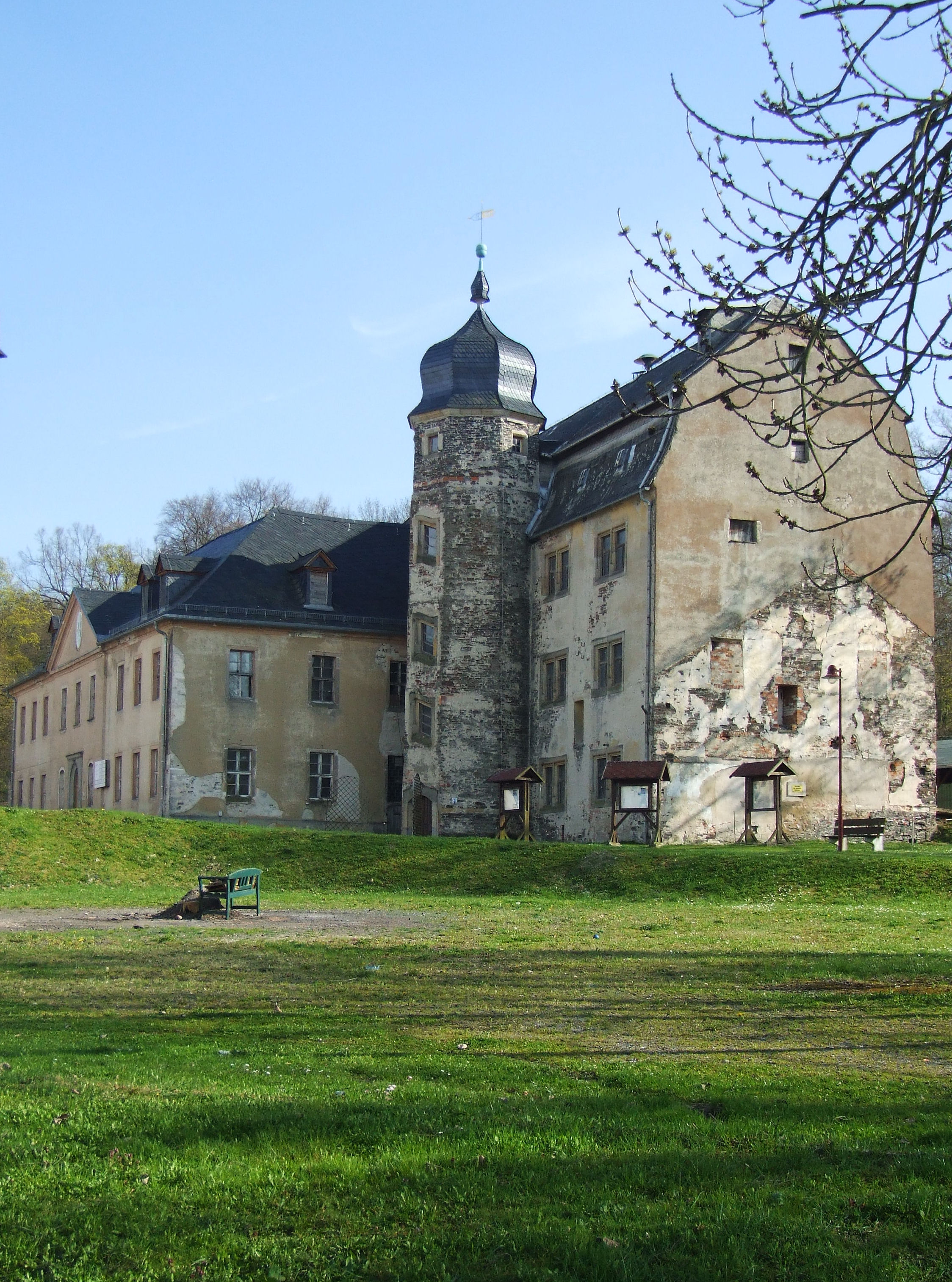
Rittergut Knau, Thüringen
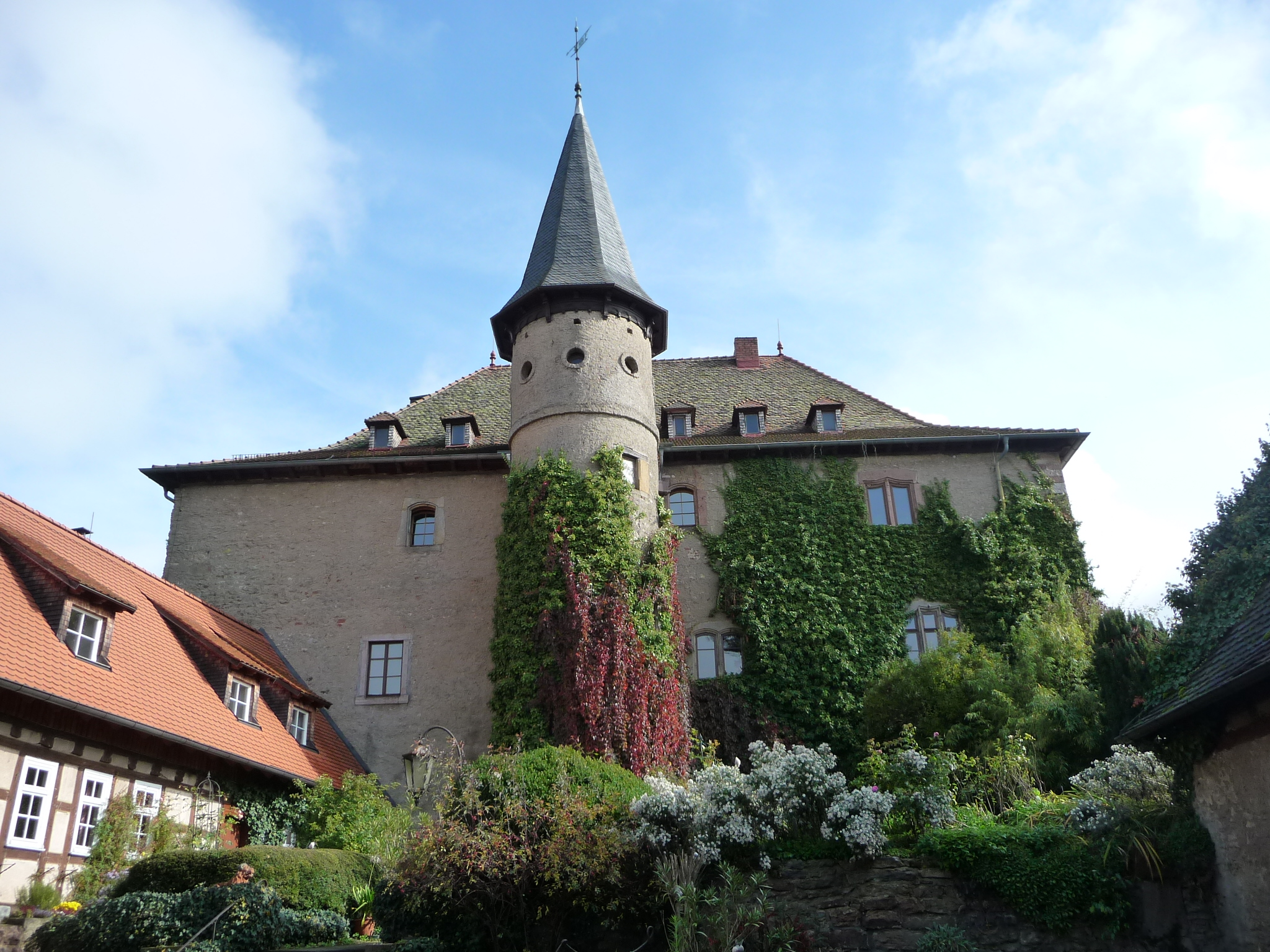
Burg Brandenstein, Hessen
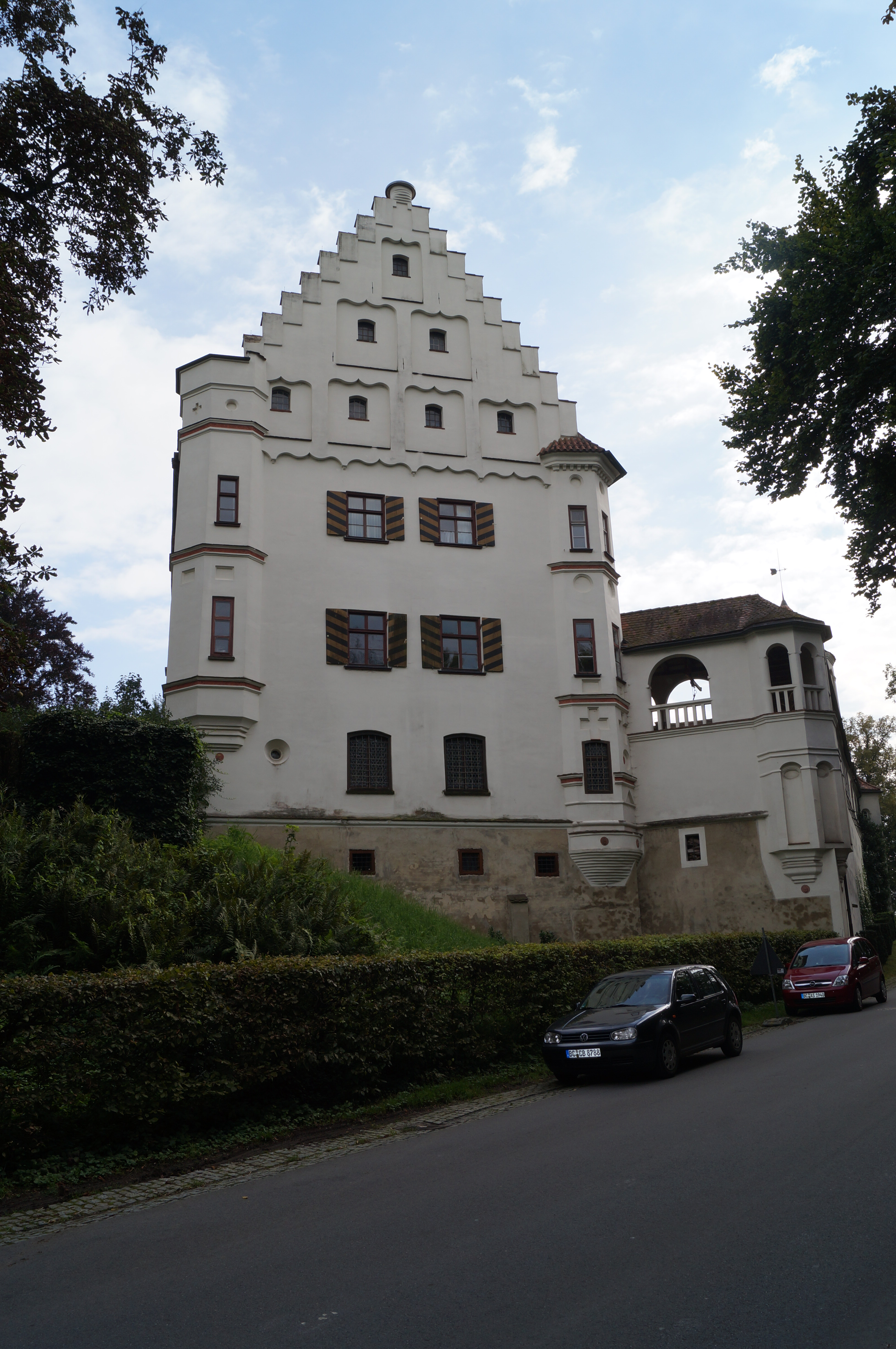
Schloss Mittelbiberach, Oberschwaben
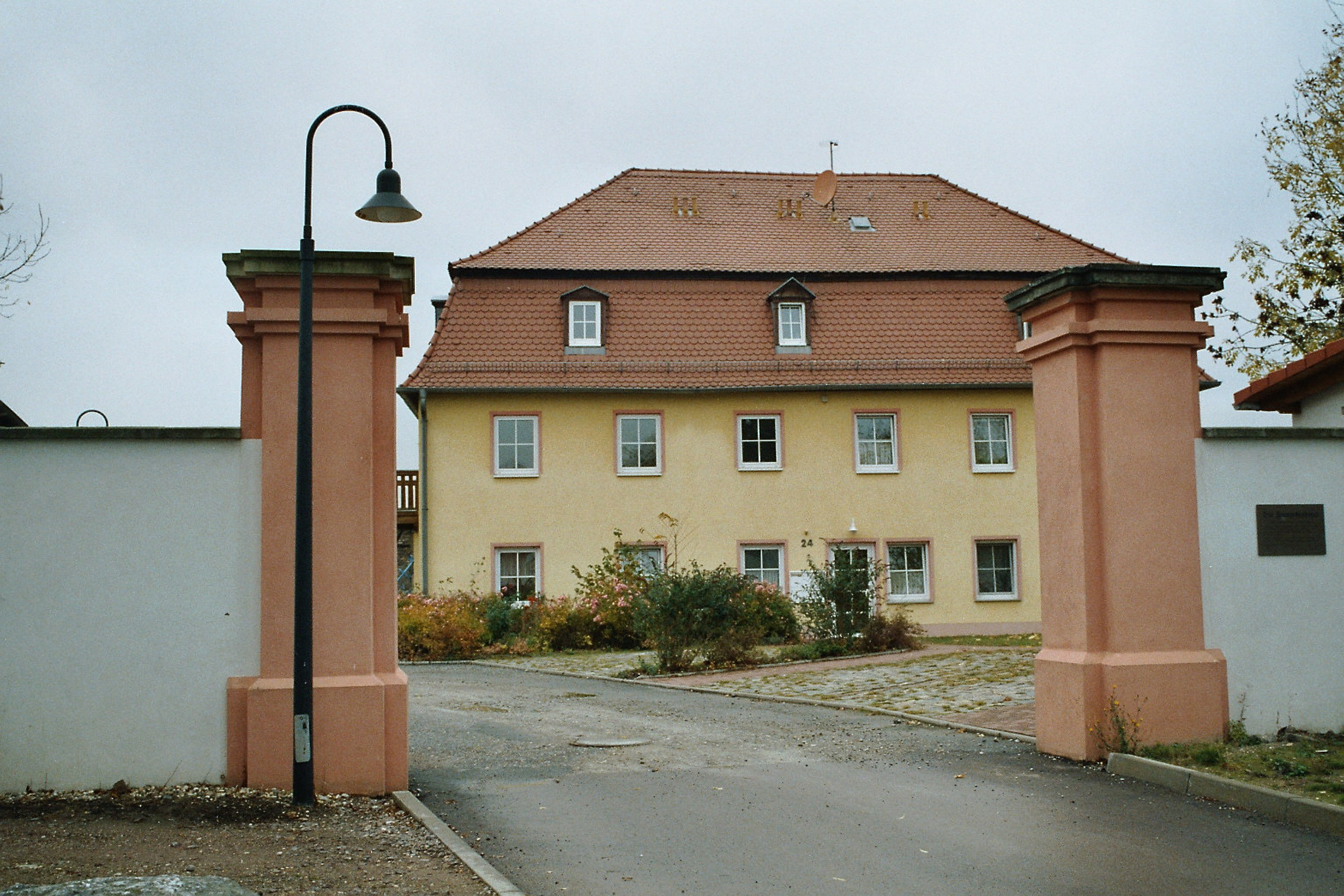
Oberhof Zöschen

Alexander von Brandenstein (1881–1949) heiratete 1909 die Tochter Helene des Grafen Ferdinand von Zeppelin und wurde 1911 zum (primogenen) württembergischen Grafen von Brandenstein-Zeppelin erhoben. Deren Sohn Alexander Graf von Brandenstein-Zeppelin (der Jüngere, 1915–1979) heiratete Ursula Freiin von Freyberg-Eisenberg-Allmendingen (1917–1985). Aus dieser Ehe gingen vier Kinder hervor, u. a. Albrecht von Brandenstein-Zeppelin (* 1950), Herr auf Schloss Mittelbiberach in Oberschwaben, und Constantin von Brandenstein-Zeppelin (* 1953), Herr auf Burg Brandenstein bei Schlüchtern/Elm (Hessen).

## Standeserhöhungen
- 1486 erhob Kaiser Friedrich III. Heinrich von Brandenstein auf Ranis und seine Nachkommen in den Reichsfreiherrenstand.
- Christoph Carl von Brandenstein auf Oppurg und Knau wurde 1630 in den Reichsgrafenstand erhoben, seine Nachkommenschaft ist abgestorben.
- Alexander von Brandenstein (der Ältere), Gutsherr auf Burg Brandenstein bei Schlüchtern und Miteigentümer von Gut Hengstfeld, erhielt anlässlich seiner Vermählung mit Helene Gräfin von Zeppelin am 19. Februar 1909 die königlich württembergische Namen- und Wappenvereinigung (in Primogenitur) als Graf von Brandenstein-Zeppelin. Die Immatrikulation beim Ritterschaftlichen Adel im Königreich Württemberg folgte am 18. Mai 1909. Als Titelträger folgte sein Sohn Alexander Graf von Brandenstein-Zeppelin (der Jüngere, 1915–1979), diesem sein Sohn Albrecht Graf von Brandenstein-Zeppelin auf Schloss Mittelbiberach in Oberschwaben.

Im Einschreibebuch des Klosters Dobbertin befinden sich 13 Eintragungen von Töchtern der Familie von Brandenstein von 1799 bis 1902 zur Aufnahme in das adelige Damenstift im mecklenburgischen Kloster Dobbertin.

## Wappen
Das Stammwappen zeigt auf Gold einen steigenden, natürlichen Wolf (auch Fuchs, Löwe), eine rot bewehrte, gestürzte silberne Gans im Rachen. Auf dem gekrönten Helm mit schwarz-silbernen Decken der wachsende Wolf mit der Gans im Rachen.

## Bekannte Familienmitglieder
- Albrecht Graf von Brandenstein-Zeppelin (* 1950), deutscher Jurist und Unternehmer
- Annelies Ruth Johanna Martha Wilhelmine Dorothee von Brandenstein, Pseudonym Yvonne Merin (1921–2012), deutsche Schauspielerin
- August Georg Freiherr von Brandenstein (1755–1836), mecklenburg-schwerinscher Geheimratspräsident
- Béla von Brandenstein (1901–1989), ungarisch-deutscher Philosoph
- Carl Christoph von Brandenstein, kurfürstlich sächsischer Kammerrat (1593–1642) verpachtete die kursächsischen Kippermünzstätten
- Carl von Brandenstein (1875–1946), deutscher Verwaltungsjurist und Politiker (SPD)
- Constantin von Brandenstein-Zeppelin (* 1953), deutscher Unternehmer, Präsident des Malteser-Hilfsdienstes
- Eduard von Brandenstein (1803–1888), deutscher Rittergutsbesitzer und Politiker
- Friedrich von Brandenstein (1786–1857), preußischer Generalleutnant
- Georg von Brandenstein (1827–1897), preußischer Generalleutnant
- Gerd von Brandenstein (1942–2023), deutscher Industriemanager
- Gustav von Brandenstein (General, 1797) (1797–1877), deutscher Generalleutnant
- Gustav von Brandenstein (General, 1830) (1830–1905), deutscher General der Infanterie
- Hans von Brandenstein (Verwaltungsjurist) (1849–1938), deutscher Verwaltungsjurist und Politiker
- Hans von Brandenstein (Offizier) (1870–1950), deutscher Generalleutnant
- Hans Friedrich von Brandenstein (1823–1883), preußischer Oberst, Kommandeur von Metz
- Hermann von Brandenstein (General, 1821) (1821–1891), deutscher Generalleutnant
- Hermann von Brandenstein (General, 1868) (1868–1942), deutscher General der Infanterie
- Joachim von Brandenstein (General) (1790–1857), preußischer Generalmajor
- Joachim von Brandenstein (Jurist) (1864–1941), deutscher Jurist, Verwaltungsbeamter, Gutsbesitzer und Politiker (DNVP)
- Jolanthe von Brandenstein, Pseudonym Leonie Ossowski (1925–2019), deutsche Schriftstellerin
- Karl von Brandenstein (1831–1886), preußischer Generalleutnant
- Karl August von Brandenstein (1792–1863), preußischer Generalleutnant
- Margaretha von Brandenstein, Äbtissin von Kloster Sonnefeld
- Otto von Brandenstein (1865–1945), deutscher Generalleutnant, Ritter des Ordens Pour le Mérite, Kommandeur des Detachement Brandenstein
- Philipp von Brandenstein (* 1976), deutscher Publizist und ehemaliger Referent von Karl-Theodor zu Guttenberg
- Rudolf von Brandenstein (1871–1957), Generalsekretär des Automobilclubs von Deutschland
- Ruth von Brandenstein (1899–1966), deutsche Schriftstellerin
- Wolf Georg von Brandenstein (1630–1699), legte um 1675 einen Park und Garten beim Rittergut Zöschen an (später das Arboretum Zöschen, heute der Brandenstein-Dieck-Park)